# Patrik Šorm
Patrik Šorm (Praga, 21 de noviembre de 1993) es un deportista checo que compite en atletismo, especialista en las carreras de relevos.
Ganó una medalla de bronce en el Campeonato Mundial de Atletismo de 2023 y tres medallas en el Campeonato Europeo de Atletismo en Pista Cubierta entre los años 2015 y 2021.

## Palmarés internacional
| Campeonato Mundial                   | Campeonato Mundial      | Campeonato Mundial | Campeonato Mundial |
| Año                                  | Lugar                   | Medalla            | Prueba             |
| ------------------------------------ | ----------------------- | ------------------ | ------------------ |
| 2023                                 | Budapest (Hungría)      | Medalla de bronce  | 4 × 400 m mixto    |
| Campeonato Europeo en Pista Cubierta |                         |                    |                    |
| Año                                  | Lugar                   | Medalla            | Prueba             |
| 2015                                 | Praga (República Checa) | Medalla de bronce  | 4 x 400 m          |
| 2017                                 | Belgrado (Serbia)       | Medalla de bronce  | 4 x 400 m          |
| 2021                                 | Toruń (Polonia)         | Medalla de plata   | 4 x 400 m          |